# Zagrađe (Travnik, BiH)
Zagrađe je naseljeno mjesto u općini Travnik, Federacija Bosne i Hercegovine, BiH.
Nalazi se sjeveroistočno od Travnika.

## Stanovništvo

### 1991.
Nacionalni sastav stanovništva 1991. godine, bio je sljedeći:
ukupno: 631
- Muslimani – 617
- Jugoslaveni – 4
- ostali, neopredijeljeni i nepoznato – 10

### 2013.
Nacionalni sastav stanovništva 2013. godine, bio je sljedeći:
ukupno: 447
- Bošnjaci – 444
- ostali, neopredijeljeni i nepoznato – 3